# Aile Asszonyi
Aile Asszonyi   (Väike-Maarja i Rakvere Raion, 22 de juliol de 1975) és una soprano estoniana que ha fet carrera internacional, coneguda per papers dramàtics com ara Turandot de Puccini, Senta de Wagner i Elektra de Richard Strauss.

## Vida i carrera professional
Asszonyi va néixer el 22 de juliol de 1975. La seva mare Aino Asszonyi era arquitecta. El seu avi matern, John Pori, va ser un director d'orquestra i músic de dansa de renom.   Va estudiar a l'Acadèmia de Música i Teatre d'Estònia a Tallinn amb Matti Pelo i Helin Kapten, i es va graduar el 2002. Va continuar estudiant a l'estudi de l'Òpera Nacional Holandesa del 2002 al 2004, i a la Accademia Verdiana Carlo Bergonzi de Busseto. Va guanyar el Prix des Donateurs al Concurs Reina Elisabeth de Brussel·les el 2004.
Asszonyi va cantar per primera vegada al Cor de Cambra Filharmònic a Estònia. Va debutar als escenaris l'any 2000 com a Despina a l'òpera Così fan tutte de Mozart al Teatre Vanemuine de Tartu. Va participar en les estrenes mundials de les òperes Zora D i Dve glave i devojka d' Isidora Žebeljan . Va ser membre de l'Òpera Nacional d'Estònia des del 2010.  Els seus papers inclouen Armida de Haydn, Fiordiligi de Mozart, Donna Anna i Donna Elvira a Don Giovanni, Adina a L'elisir d'amore de Donizetti, Violetta i Giovanna d'Arco de Verdi. Després es va aventurar en papers més dramàtics com el paper principal a Fidelio de Beethoven, i tant Elisabeth com Venus a Tannhäuser de Wagner.
A Europa, va interpretar els papers de la Mare a Il prigioniero de Dallapiccola a l' Òpera de Graz  el 2016,  Prothoe a Pentesilea de Schoeck a l'Òpera de Bonn i Abigaille a Nabucco de Verdi al Teatre de Ratisbona. Va aparèixer com Fata Morgana a L'amor per tres taronges de Prokófiev al Teatre de Koblenz, com a Isolda de Wagner i Turandot de Puccini a l'Staatstheater Saarbrücken, i com a Senta a Der fliegende Holländer de Wagner amb De Nederlandse Reiseoper. Ha cantat amb directors com Neeme Järvi, Paavo Järvi i Dirk Kaftan i amb directors com Dmitry Bertman, Michiel Dijkema, Stefan Herheim, Roman Hovenbitzer, Tobias Kratzer, Peter Konwitschny, David Pountney, Daniel Slater, Nicola Raab i Andrejs.
El 2023, Asszonyi va interpretar el paper principal d'Elektra de Richard Strauss a l'Òpera de Frankfurt,  dirigida per Claus Guth i dirigida per Sebastian Weigle. Un crític va assenyalar que va ser convincent des del principi tant per una veu enèrgica, voluminosa i dramàtica com per la seva presència escènica, actuant com una dona traumatitzada a prop de la bogeria. Jan Brachmann, de la FAZ, la va veure identificant-se amb el seu personatge i retratant en el seu monòleg una dona amb una capacitat d'estimar no realitzada.  A l'Òpera de Saarbrücken (Saarländisches Staatstheater), interpreta el paper de Brünnhilde a L'anell dels Nibelungs de Wagner a partir de la temporada 2023/2024.
Va participar a l'estrena mundial de l'oratori Über Liebe und Hass / About Love and Hate de Sofia Gubaidúlina tant a Tallinn com al Festival Olavsdagene de Trondheim.
Asszonyi va ser nomenada millor músic de l'any 2007 pel Consell de Música d'Estonià i va rebre el Premi Anual de Teatre d'Estonià a la millor actuació operística el 2009.

## Discografia
- 2003 Tormis Vision of Estonia I Cor Nacional Masculí Estonià Registres Alba (UPC: 641713120175)
- 2011 Segell CPO de l'Orquestra Filharmònica Isidora Žebeljan Rukoveti Janáček (CPO: 777 670-2)
- 2012 Van Gilse Simfonia núm. 3 Orquestra Simfònica dels Països Baixos Segell CPO (CPO: 777 518-2)